# Фого (приорат)
Приорат свято Николая в Фого (англ. Priory of St Nicholas of Fogo) был основан монахами Тиронского монашеского ордена (дочерний орден монашеского ордена святого Бенедикта) из аббатства Келсо, где-то между 1253 и 1297 годами, в деревне Фого на территории нынешнего шотландского графства Берик в области Скоттиш-Бордерс, и освящён в честь святого Николая. Учредителем приората выступил местный землевладелец Патрик Корбет, предоставивший в собственность аббатству в Келсо свои земли. Приорат подчинялся аббатству Келсо епархии Сент-Эндрюс.